# Sun City (Afrique du Sud)
Pour les articles homonymes, voir Sun City.
Sun City est un complexe de loisirs d'Afrique du Sud situé dans la province du Nord-Ouest à proximité de la ville de Rustenburg et à deux heures de route de Johannesburg. Frontalier du parc national Pilanesberg, il a été ouvert le 7 décembre 1979 dans ce qui était alors le bantoustan « indépendant » du Bophuthatswana.

## Un complexe de loisir

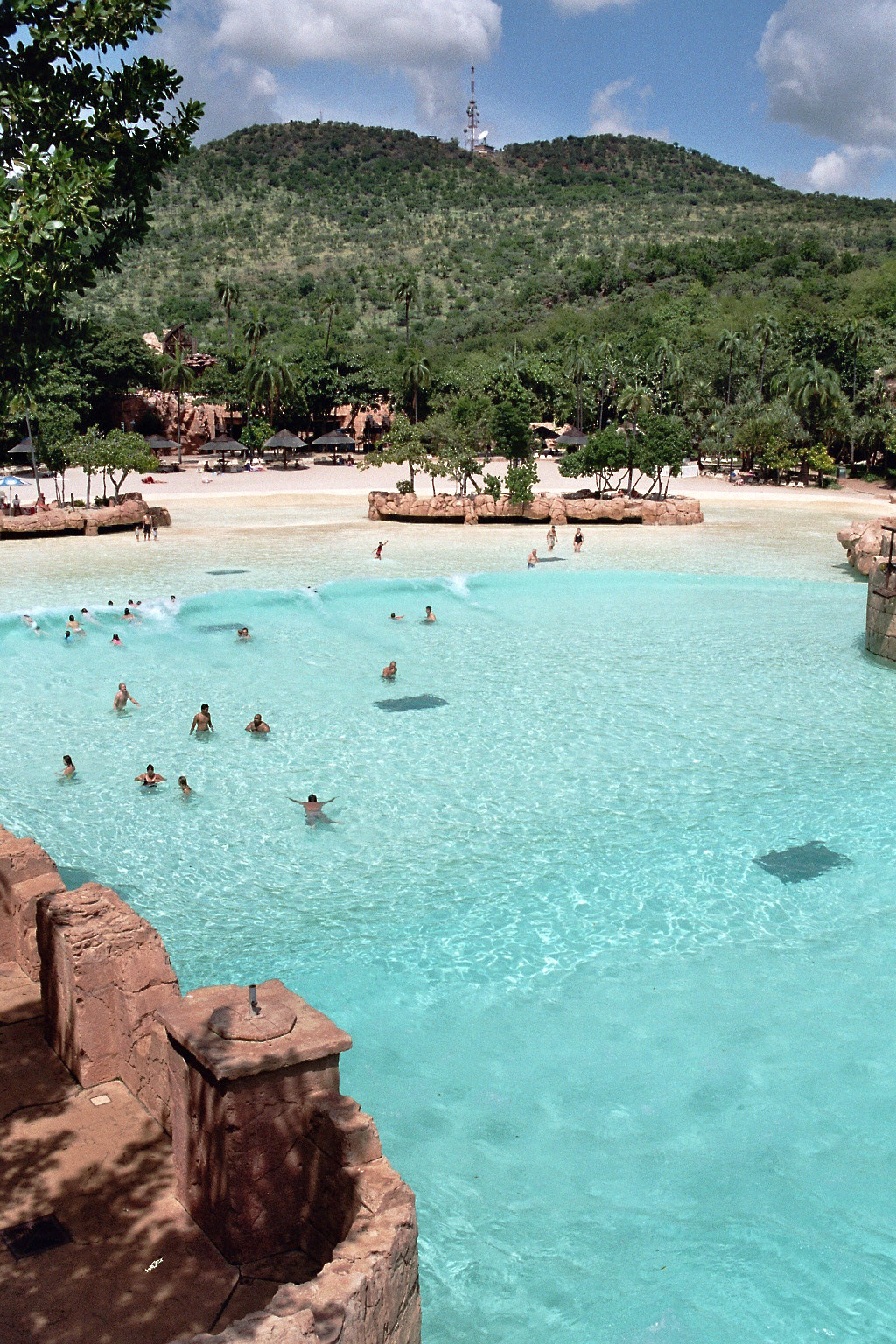
La vallée à vagues de Sun City.

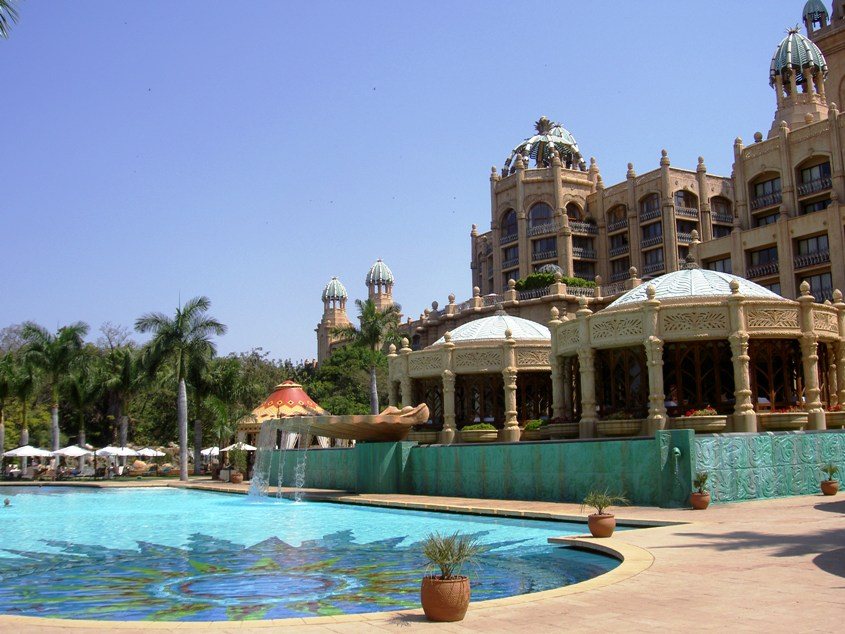
Le palais de Lost City

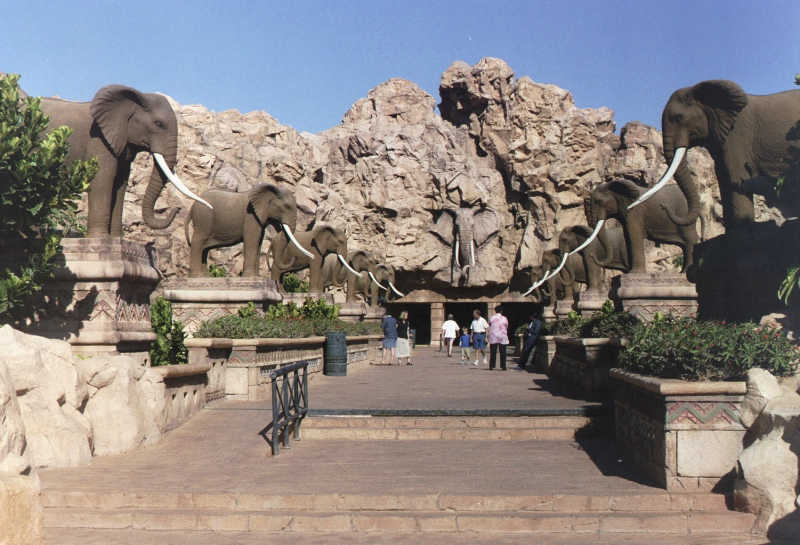
Un pont décoré de statues d'éléphants à l'intérieur des jardins de Lost City.

Sun City est un complexe de loisirs de 25 hectares comprenant des hôtels de grand standing, des casinos, une base nautique, des plans d'eau, des toboggans aquatiques, un centre d'animation, un théâtre, une salle de spectacle, des cinémas, des restaurants, deux parcours de golf, un centre de remise en forme, une ferme de crocodiles, le tout disséminé dans un jardin tropical comprenant plusieurs centaines d'espèces végétales.

## Histoire
Sun City a été créé par Sol Kerzner, propriétaire du groupe Sun International. Inauguré le 7 décembre 1979 dans ce qui est, à l'époque, le bantoustan du Bophuthatswana (dont  l'« indépendance » n'a été reconnue que par l'Afrique du Sud), Sun City est un complexe hôtelier comprenant piscines, casino, salles de spectacles, auditorium de 6 230 places, etc.
Sa situation au Bophuthatswana lui permet de s'affranchir des règles moralistes et raciales d'Afrique du Sud, proposant notamment des revues seins nus, des spectacles de strip-teaseuses, des jeux d'argent dans une ambiance multiraciale à deux heures de route des grandes régions métropolitaines de Pretoria et de Johannesburg. « Parier, boire sans modération, voir des cabarets, regarder des films pornographiques : toutes les choses que vous ne pouviez pas faire dans le très calviniste, très puritain régime de l’apartheid, vous pouviez le faire au Bophuthatswana ». Sun City devient rapidement une destination de vacances et de loisirs très populaire. 
Si en 1980, les Nations unies décident un boycott culturel de l'Afrique du Sud, en raison de sa politique d'apartheid, de nombreux artistes viennent se produire à Sun City comme Frank Sinatra (1981), Ray Charles, Shirley Bassey, Liza Minnelli, Julio Iglesias, Olivia Newton-John (1982), Paul Anka, Cher, Rod Stewart (juillet 1983), les Beach Boys (1981), le groupe Sha Na Na, Elton John (octobre 1983), Johnny Mathis (1986), Status Quo (1987) ou le groupe Queen de Freddie Mercury (octobre 1984) dans le cadre de leur tournée mondiale The Works Tour. La venue médiatique de Queen intervient alors que les townships sont en pleine révolte contre le gouvernement PW Botha. La violation du boycott par Queen amène la British Musicians' Union à leur imposer une amende tandis que les Nations unies ajoutent leur nom à la liste noire des artistes se produisant en Afrique du Sud (de 1980 à 1983, plus de 211 artistes étrangers sont venus se produire à Sun City). Refusant de faire amende honorable, le groupe Queen affirme son apolitisme et vouloir continuer à se produire sur scène devant tout le monde. Il fait néanmoins une donation à une école pour sourds et aveugles pour prouver ses valeurs philanthropiques.
En 1985, Steven Van Zandt guitariste de E Street Band lance Artists United Against Apartheid, une œuvre collective de 49 artistes unis contre l'apartheid (Bruce Springsteen, Bono, Peter Gabriel, Bob Dylan, Ringo Starr, Lou Reed, etc) qui s'en prennent à Sun City, affirmant, dans leur titre phare, que jamais ils ne se produiraient à Sun City au cas où on le leur proposerait. 
Après l'arrivée au pouvoir de Frederik de Klerk, l'étau se desserre autour de Sun City. Peu de temps après l’agrandissement du site hôtelier avec l'inauguration du palais de Lost City, le complexe accueille le concours Miss Monde 1992 et investit dans le tourisme familial (développant les attractions familiales telles que les tours en montgolfières, les plages artificielles de sable blanc, les fausses cascades, les piscines à vagues, les toboggans aquatiques, les promenades à dos d'éléphants, etc.) délaissant, sans l'abandonner totalement, sa réputation de « Las Vegas sud-africain ».

## Sun City de nos jours
Outre deux terrains de golf, dont le Gary Player Country Club (en), une base nautique et un casino, le complexe de Sun City comporte également quatre hôtels luxueux ou de grand standing :
- Sun City Hotel ;
- Cascades Hotel ;
- The Cabanas ;
- The Palace of the Lost City.

Le palais de la cité perdue (Palace of the Lost City) est un hôtel cinq étoiles grand luxe, au style diversifié destiné au tourisme familial. Il est censé représenter une résidence royale d'une civilisation détruite par un tremblement de terre inspiré des romans Le livre de la jungle et Les mines du roi Salomon. On y trouve notamment plusieurs grandes piscines, mais aussi un pont suspendu, un lagon artificiel, des toboggans aquatiques (dont l'un de 17 mètres de hauteur) et une piscine à vagues de 6 500 m2. 
Le site de Sun City comprend également plusieurs fermes comme Animal World, Birds of Prey et Kwena Gardens, une ferme de crocodiles. Des safaris sont également organisés depuis Sun City vers le parc national Pilanesberg, où le complexe hôtelier est situé. 
Le site de Sun City accueille de nombreuses manifestations artistiques et sportives comme régulièrement le concours Miss Monde depuis 1992, le Nedbank Golf Challenge ou la dix-huitième édition des championnats du monde de karaté en 1996.